# ریو تاکییا
ریو تاکییا (انگلیسی: Ryo Takiya؛ زادهٔ ۱۶ فوریهٔ ۱۹۹۴) بازیکن فوتبال اهل ژاپن است.